# Таларии

Схематическое изображение талария в книге 1882 года

Таларии или крылатые сандалии (лат. talaria, др.-греч. πτηνοπέδιλος, πτερόεντα πέδαλα) — сапоги или сандалии с прикреплёнными к ним крылышками. Согласно древнегреческим мифам, с их помощью было возможным быстро передвигаться по воздуху. Изначально изготовлены богом кузнечного мастерства Гефестом. Стали неотъемлемым атрибутом Гермеса, необходимым ему для выполнения своих многочисленных функций. По одной из версий мифа хранились у нимф, пока их не забрал Персей по пути к Медузе горгоне. С их помощью молодой герой совершил ряд подвигов.

## Атрибут Гермеса
Изготовление крылатых сандалий, как и многих других волшебных предметов в древнегреческой мифологии, приписывали богу кузнечного мастерства Гефесту. Таларии были одним из непременных атрибутов Гермеса. Образ этого олимпийского бога в золотых крылатых сандалиях встречается уже в «Одиссее» Гомера VIII века до н. э..
К светлым ногам привязавши свои золотые подошвы,

Амброзиальные, всюду его над водой и над твердым

Лоном земли беспредельныя легким носящие ветром,
Таларии необходимы Гермесу для выполнения своих функций — Психопомпа, то есть проводника душ в царство мёртвых, бога снов и сновидений, вестника и исполнителя воли богов. Для выполнения этих задач ему была необходима возможность быстро передвигаться по воздуху, которую и обеспечивали крылатые таларии. На это обращали внимание в своих произведениях такие античные авторы, как Овидий, Псевдо-Гигин и Нонн Панополитанский.
Неотъемлемый атрибут Гермеса таларии нашёл отображение в многочисленных изображениях олимпийского бога в античных вазописи и скульптуре, а также живописи и даже монетах Нового времени.
|                                                                                         |                                                                                               |                                                                             |                                           |
| Гермес и Ио на амфоре 540—530 годов до н. э. Государственное античное собрание Мюнхена. | «Отдыхающий Гермес». Бронзовая античная скульптура Национальный археологический музей Неаполя | «Меркурий и Аргус», вторая половина XVII века. А. Хондиус Частная коллекция | Далер Гёрца 1718 года с Меркурием. Швеция |

## Таларии в мифе о Персее
По одной версии мифа крылатые сандалии таларии изначально хранились у нимф, дорогу к которым знали лишь сёстры грайи. Персей, перед тем как сразиться с Медузой горгоной, отправился к грайям. У сестёр на троих были один глаз и зуб, которые они передавали поочерёдно друг другу. Персею удалось незаметно приблизиться к грайям и похитить глаз с зубом. Чтобы получить их обратно, грайи были вынуждены отвести героя к нимфам, которые и отдали Персею, необходимые для победы над Медузой горгоной, артефакты, в том числе и таларии. По другой версии мифа Персей получил таларии от Гермеса перед тем, как пришёл к грайям.
При помощи талариев Персей совершил свои дальнейшие подвиги, среди которых были убийство Медузы горгоны и спасение Андромеды от морского чудовища. Впоследствии Персей отдал таларии, среди прочих волшебных предметов, Гермесу. Олимпийский бог, по версии Псевдо-Аполлодора, в свою очередь вернул артефакты нимфам, что не согласуется с другими мифами, в которых таларии являются его неотъемлемым атрибутом.
Персея, как и Гермеса, преимущественно изображают в крылатых сандалиях талариях на многочисленных античных и современных фресках, картинах и статуях.
|                                                                                                 |                                           |                                                                       |
| «Персей и Андромеда». Древнеримская фреска из Помпей Национальный археологический музей Неаполя | Статуя Персея Бенвенуто Челлини Флоренция | «Персей освобождает Андромеду». П. П. Рубенс Эрмитаж, Санкт-Петербург |